# Handheld (telefonie)

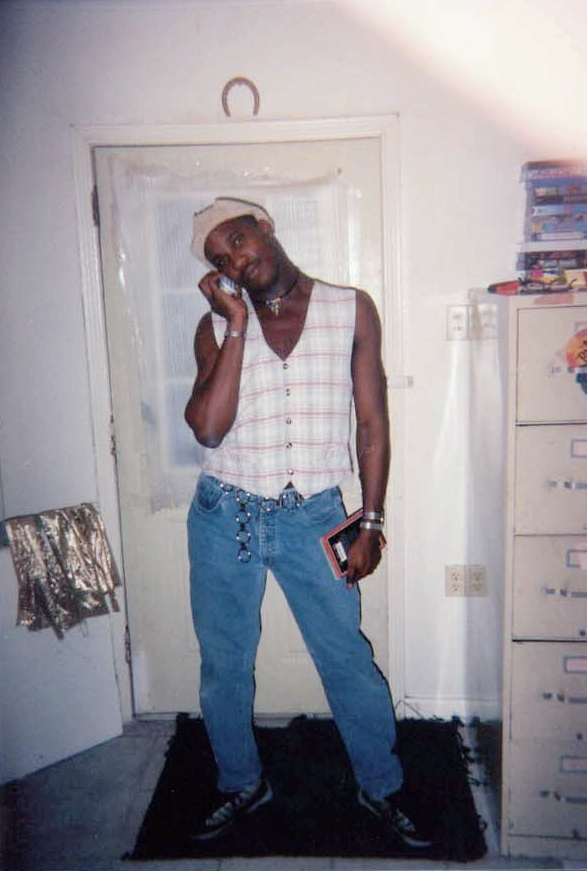
Handheld bellen

Handheld is de benaming die men soms gebruikt als men telefoneert met de hoorn in de hand. Meestal spreekt men van: niet-handsfree. Deze benamingen worden vooral gebruikt als de bestuurder van een auto een mobiele telefoon gebruikt, omdat handheldtelefoneren in die omstandigheden verboden is.